# 인텔 익스트림 마스터즈

인텔 익스트림 마스터즈(영어: Intel Extreme Masters, IEM)는 ESL이 주관하고 인텔, RaidCall, 벤큐, HyperX가 후원하는 국제 e스포츠 대회이다. 2007년에 창립되었으며 시즌 8에는 스타크래프트 II와 리그 오브 레전드를 정식 종목으로 채택하였고,
2017년 11월 뉴질랜드 대회부터 배틀그라운드를 정식 종목으로 채택하였다.

## 시즌 1
유럽의 24개국이 참가하였다. 총 상금 규모는 160,000€이다.
- 결승전: 2007년 3월 15일부터 3월 21일까지 독일 하노버에서 개최되었다.

| 종목                  | 1위        | 2위 | 3위        | 4위       |
| 카운터-스트라이크 1.6 | PGS Gaming | H2k | fnatic     | SK Gaming |
| 워크래프트 III        | ToD        | Hot | Creolophus | fire_de   |

## 시즌 2
유럽 지역 외 팀들이 월드 챔피언십에 진출할 수 있었던 첫 시즌이다. 총 상금 규모는 $285,000이다.
- 월드 챔피언십: 2008년 3월 6일부터 3월 9일까지 독일 하노버에서 개최되었다.

| 종목                  | 1위         | 2위   | 3위       | 4위       |
| 카운터-스트라이크 1.6 | mousesports | eSTRO | ALTERNATE | SK Gaming |
| 워크래프트 III        | Lyn         | ToD   | Grubby    | Lucifer   |

- 글로벌 챌린지 드림핵: 2007년 11월 16일부터 11월 18일까지 스웨덴 옌셰핑에서 개최되었다.

| 종목                 | 1위      | 2위         | 3위         | 4위    |
| 월드 오브 워크래프트 | Pandemic | MoB T-Force | MoB T-Power | fnatic |

- 글로벌 챌린지 로스앤젤레스: 2007년 10월 18일부터 10월 21일까지 미국 로스앤젤레스에서 개최되었다.

| 종목                  | 1위    | 2위       | 3위    | 4위     |
| 카운터-스트라이크 1.6 | fnatic | SK Gaming | roccat | MiBR    |
| 워크래프트 III        | Lyn    | Lucifer   | FoCuS  | Susiria |

## 시즌 3
월드 오브 워크래프트가 정식 종목으로 채택되었다. 총 상금 규모는 $750,000이다.
- 월드 챔피언십: 2009년 3월 6일부터 3월 9일까지 독일 하노버에서 개최되었다.

| 종목                  | 1위    | 2위       | 3위       | 4위       |
| 카운터-스트라이크 1.6 | fnatic | MYM       | mTw       | SK Gaming |
| 월드 오브 워크래프트  | H O N  | SK Gaming | aAa nawaK | SK Gaming |

- 유러피언 챔피언십: 2009년 3월 3일부터 3월 5일까지 독일 하노버에서 개최되었다.

| 종목                  | 1위       | 2위       | 3위       | 4위     |
| 카운터-스트라이크 1.6 | mTw       | ALTERNATE | MYM       | fnatic  |
| 월드 오브 워크래프트  | iNNERFiRE | Nihilum   | SK Gaming | x6tence |

- 아시안 챔피언십 CS: 2009년 1월 16일부터 1월 18일까지 중화인민공화국 청두시에서 개최되었다.

| 종목                  | 1위 | 2위        | 3위    | 4위   |
| 카운터-스트라이크 1.6 | wNv | Wemade Fox | TitaNs | TyLoo |
| 워크래프트 III        | Sky | Grubby     | TeD    | Moon  |

- 아메리칸 챔피언십: 2008년 11월 21일부터 11월 23일까지 미국 필라델피아에서 개최되었다.

| 종목                  | 1위        | 2위           | 3위           | 4위      |
| 카운터-스트라이크 1.6 | MiBR       | x3o           | Gravitas      | MoB      |
| 월드 오브 워크래프트  | Trade Chat | Got Game East | Evil Geniuses | Gravitas |

- 아시안 챔피언십 WoW: 2008년 11월 13일부터 11월 16일까지 대한민국 서울에서 개최되었다.

| 종목                  | 1위    | 2위         | 3위          | 4위              |
| 카운터-스트라이크 1.6 | e-STRO | Lunatic Hai | Seoul Jinhwa |                  |
| 월드 오브 워크래프트  | H O N  | kill e A    | RUSH         | Council of Mages |
| 워크래프트 III        | Grubby | Lyn         | Sky          | Moon             |

- 글로벌 챌린지 두바이: 2008년 10월 20일부터 10월 24일까지 아랍에미리트 두바이에서 개최되었다.

| 종목                  | 1위         | 2위 | 3위      | 4위 |
| 카운터-스트라이크 1.6 | mousesports | MYM | Gameplay | mTw |

- 글로벌 챌린지 몬트리올: 2008년 10월 17일부터 10월 19일까지 캐나다 몬트리올에서 개최되었다.

| 종목                  | 1위       | 2위       | 3위  | 4위      |
| 카운터-스트라이크 1.6 | fnatic    | SK Gaming | MiBR | Gravitas |
| 월드 오브 워크래프트  | SK Gaming | Gravitas  | aAa  | x6tence  |

- 글로벌 챌린지 로스앤젤레스: 2008년 10월 3일부터 10월 5일까지 미국 로스앤젤레스에서 개최되었다.

| 종목                  | 1위       | 2위     | 3위           | 4위           |
| 카운터-스트라이크 1.6 | SK Gaming | MiBR    | Evil Geniuses | MYM           |
| 월드 오브 워크래프트  | x6tence   | Nihilum | Got Game East | Pandemic Blue |

- 글로벌 챌린지 게임 컨벤션: 2008년 8월 21일부터 8월 24일까지 독일 라이프치히에서 개최되었다.

| 종목                 | 1위     | 2위     | 3위           | 4위           |
| 월드 오브 워크래프트 | x6tence | Nihilum | Got Game East | Pandemic Blue |

## 시즌 4
퀘이크 라이브가 정식 종목으로 채택되었다. 총 상금 규모는 $530,000이다.
- 월드 챔피언십: 2010년 3월 2일부터 3월 6일까지 독일 하노버에서 개최되었다.

| 종목                  | 1위           | 2위           | 3위           | 4위           |
| 카운터-스트라이크 1.6 | Natus Vincere | fnatic        | SK Gaming     | Evil Geniuses |
| 월드 오브 워크래프트  | Evil Geniuses | Team Dignitas | Buttonbashers | SK Korea      |
| 퀘이크 라이브         | rapha         | Cooller       | av3k          | Cypher        |

- 아시안 챔피언십: 2010년 2월 5일부터 2월 9일까지 중화민국 타이베이시에서 개최되었다.

| 종목                  | 1위           | 2위         | 3위         | 4위          |
| 카운터-스트라이크 1.6 | Wemade Fox    | UMX Gaming  | Team TitaNs | Immunity     |
| 월드 오브 워크래프트  | Buttonbashers | mousesports | SK Korea    | Death Blooms |
| 퀘이크 라이브         | Jibo          | proZaC      | uNleashed   | Fenda        |

- 유러피언 챔피언십: 2010년 1월 21일부터 1월 24일까지 독일 쾰른에서 개최되었다.

| 종목                  | 1위         | 2위           | 3위             | 4위       |
| 카운터-스트라이크 1.6 | mousesports | fnatic        | Roskilde Ravens | SK Gaming |
| 월드 오브 워크래프트  | SK Sansibar | Team Dignitas | SK Gaming       | x6tence   |
| 퀘이크 라이브         | Cypher      | av3k          | Cooller         | strenx    |

- 아메리칸 챔피언십: 2009년 12월 11일부터 12월 13일까지 캐나다 에드먼턴에서 개최되었다.

| 종목                  | 1위           | 2위        | 3위           | 4위           |
| 카운터-스트라이크 1.6 | Evil Geniuses | compLexity | Blight Gaming | Sway Gaming   |
| 월드 오브 워크래프트  | CheckSix      | SK Gaming  | fnatic        | Evil Geniuses |
| 퀘이크 라이브         | DaHang        | rapha      | chance        | Vo0           |

- 글로벌 챌린지 두바이: 2009년 10월 17일부터 10월 24일까지 아랍에미리트 두바이에서 개최되었다.

| 종목                  | 1위    | 2위            | 3위       | 4위       |
| 카운터-스트라이크 1.6 | fnatic | MeetYourMakers | SK Gaming | Vitriolic |
| 퀘이크 라이브         | rapha  | Cypher         | noctis    | fox       |

- 글로벌 챌린지 청두: 2009년 10월 1일부터 10월 3일까지 중화인민공화국 청두시에서 개최되었다.

| 종목                    | 1위           | 2위        | 3위        | 4위         |
| 카운터-스트라이크 1.6   | SK Gaming     | fnatic     | Wemade Fox | TyLoo       |
| 워크래프트 III          | Fly100%       | Moon       | Sky        | FoCuS       |
| 디펜스 오브 더 에인션츠 | For The Dream | comme Dieu | cYc        | City Hunter |

- 글로벌 챌린지 Gamescom: 2009년 8월 20일부터 8월 23일까지 독일 쾰른에서 개최되었다.

| 종목                  | 1위         | 2위       | 3위    | 4위       |
| 카운터-스트라이크 1.6 | mousesports | mTw       | fnatic | SK Gaming |
| 월드 오브 워크래프트  | Ensidia     | aAa nawaK | plan B | iNNERFiRE |
| 퀘이크 라이브         | rapha       | noctis    | fox    | Spart1e   |

## 시즌 5
스타크래프트 II가 정식 종목으로 채택되었다. 총 상금 규모는 $400,000이다,
- 월드 챔피언십: 2011년 3월 1일부터 3월 5일까지 독일 하노버에서 개최되었다.

| 종목                  | 1위           | 2위            | 3위      | 4위       |
| 카운터-스트라이크 1.6 | Natus Vincere | Frag eXecutors | mTw      | SK Gaming |
| 스타크래프트 II       | Ace           | Moon           | Squirtle | mOOnGLaDe |
| 퀘이크 라이브         | rapha         | Cooller        | strenx   | Spart1e   |

- 유러피언 챔피언십: 2011년 1월 20일부터 1월 23일까지 우크라이나 키예프에서 개최되었다.

| 종목                  | 1위     | 2위      | 3위            | 4위           |
| 카운터-스트라이크 1.6 | fnatic  | mTw      | Frag eXecutors | Natus Vincere |
| 스타크래프트 II       | SjoW    | White-Ra | DeMusliM       | Tarson        |
| 퀘이크 라이브         | Cooller | av3k     | strenx         | Cypher        |

- 아메리칸 챔피언십: 2010년 10월 8일부터 10월 10일까지 미국 뉴욕에서 개최되었다.

| 종목                  | 1위        | 2위           | 3위    | 4위          |
| 카운터-스트라이크 1.6 | compLexity | Evil Geniuses | Loaded | Desire2Excel |
| 스타크래프트 II       | Fenix      | qxc           | HuK    | drewbie      |
| 퀘이크 라이브         | rapha      | DaHang        | Vo0    | czm          |

- 글로벌 챌린지 쾰른: 2010년 8월 18일부터 8월 22일까지 독일 쾰른에서 개최되었다.

| 종목            | 1위     | 2위   | 3위    | 4위     |
| 스타크래프트 II | MorroW  | IdrA  | DIMAGA | Tarson  |
| 퀘이크 라이브   | k1llsen | rapha | av3k   | Cooller |

- 글로벌 챌린지 상하이: 2010년 7월 29일부터 8월 1일까지 중국 상하이에서 개최되었다.

| 종목                    | 1위    | 2위       | 3위           | 4위    |
| 카운터-스트라이크 1.6   | fnatic | TyLoo.raw | Natus Vincere | TyLoo  |
| 워크래프트 III          | Lyn    | ReMinD    | Moon          | Grubby |
| 디펜스 오브 더 에인션츠 | EHOME  | ToTeam    | LGT           | Deity  |

## 시즌 6
리그 오브 레전드가 정식 종목으로 채택되었다. 총 상금 규모는 $643,000이다.
- 월드 챔피언십: 2012년 3월 6일부터 3월 10일까지 독일 하노버에서 개최되었다.

| 종목                  | 1위         | 2위           | 3위   | 4위       |
| 스타크래프트 II       | MC          | PuMa          | MMA   | Feast     |
| 리그 오브 레전드      | Moscow Five | Dignitas      | CLG   | aAa       |
| 카운터-스트라이크 1.6 | ESC Gaming  | Natus Vincere | Lions | SK Gaming |

- 상파울루: 2012년 2월 6일부터 2월 12일까지 브라질 상파울루에서 개최되었다.

| 종목            | 1위    | 2위       | 3위 | 4위  |
| 스타크래프트 II | viOLet | SuperNoVa | ret | ReaL |

- 글로벌 챌린지 키예프: 2012년 1월 19일부터 1월 22일까지 우크라이나 키예프에서 개최되었다.

| 종목                  | 1위           | 2위       | 3위      | 4위       |
| 스타크래프트 II       | MMA           | DIMAGA    | Kas      | Zenio     |
| 리그 오브 레전드      | Moscow Five   | TSM       | Dignitas | SK Gaming |
| 카운터-스트라이크 1.6 | Natus Vincere | SK Gaming | Moscow 5 | fnatic    |

- 글로벌 챌린지 뉴욕: 2011년 10월 13일부터 10월 16일까지 미국 뉴욕에서 개최되었다.

| 종목                  | 1위       | 2위         | 3위    | 4위     |
| 스타크래프트 II       | DRG       | FruitDealer | KiLLeR | Gatored |
| 리그 오브 레전드      | fnatic    | SK Gaming   | Sypher | CLG     |
| 카운터-스트라이크 1.6 | SK Gaming | WinFakt     | mTw    | UMX.us  |

- 글로벌 챌린지 광저우: 2011년 10월 1일부터 10월 5일까지 중화인민공화국 광저우시에서 개최되었다.

| 종목                  | 1위         | 2위       | 3위       | 4위     |
| 스타크래프트 II       | IdrA        | elfittaja | PuMa      | HasuObs |
| 리그 오브 레전드      | World Elite | CLG       | SK Gaming | eHome   |
| 카운터-스트라이크 1.6 | fnatic      | mouz      | WinFakt   | eFuture |

- 글로벌 챌린지 쾰른: 2011년 8월 17일부터 8월 21일까지 독일 쾰른에서 개최되었다.

| 종목             | 1위  | 2위 | 3위    | 4위       |
| 스타크래프트 II  | PuMa | MC  | MaNa   | Socke     |
| 리그 오브 레전드 | CLG  | TSM | fnatic | Millenium |

## 시즌 7
스타크래프트 II와 리그 오브 레전드 두 종목을 채택하였다. 총 상금 규모는 $696,000이다.
- 월드 챔피언십: 2013년 3월 5일부터 3월 9일까지 독일 하노버에서 개최되었다.

| 종목             | 1위            | 2위            | 3위           | 4위           |
| 스타크래프트 II  | YoDa           | First          | Mvp           | YongHwa       |
| 리그 오브 레전드 | CJ Entus Blaze | CJ Entus Frost | Gambit Gaming | SK Telecom T1 |

- 브라질: 2013년 1월 29일부터 2월 2일까지 브라질 상파울루에서 개최되었다.

| 종목             | 1위                | 2위    | 3위       | 4위 |
| 리그 오브 레전드 | Incredible Miracle | Anexis | Millenium | MYM |

- 카토비체: 2013년 1월 18일부터 1월 20일까지 폴란드 카토비체에서 개최되었다.

| 종목             | 1위           | 2위         | 3위    | 4위         |
| 스타크래프트 II  | First         | Dream       | Socke  | PartinG     |
| 리그 오브 레전드 | Gambit Gaming | Azubu Blaze | Fnatic | Azubu Frost |

- 쾰른: 2012년 12월 14일부터 12월 16일까지 독일 쾰른에서 개최되었다.

| 종목             | 1위           | 2위    | 3위 | 4위      |
| 리그 오브 레전드 | SK Telecom T1 | Fnatic | MYM | CJ Entus |

- 싱가포르: 2012년 11월 22일부터 12월 25일까지 싱가포르에서 개최되었다.

| 종목             | 1위   | 2위    | 3위    | 4위         |
| 스타크래프트 II  | Sting | Grubby | sLivko | VortiX      |
| 리그 오브 레전드 | MYM   | AL.NA  | KLH    | itadakimasu |

- gamescom: 2012년 8월 15일부터 8월 19일까지 독일 쾰른에서 개최되었다.

| 종목             | 1위         | 2위       | 3위    | 4위    |
| 스타크래프트 II  | Mvp         | Nerchio   | viOLet | VortiX |
| 리그 오브 레전드 | Moscow Five | SK Gaming | CLG.EU | Fnatic |

## 시즌 8
스타크래프트 II: 군단의 심장과 리그 오브 레전드 두 종목을 채택하였다. 총 상금 규모는 $696,000이다
- 월드 챔피언십: 2014년 3월 13일부터 3월 16일까지 폴란드 카토비체에서 개최되었다.

| 종목                         | 1위                | 2위    | 3위            | 4위           |
| 스타크래프트 II: 군단의 심장 | sOs                | herO   | Polt           | TaeJa         |
| 리그 오브 레전드             | KT Rolster Bullets | Fnatic | Cloud 9 HyperX | Gambit Gaming |

- 쾰른: 2014년 2월 13일부터 2월 16일까지 독일 쾰른에서 개최되었다.

| 종목                         | 1위  | 2위  | 3위  | 4위     |
| 스타크래프트 II: 군단의 심장 | herO | Polt | Rain | Jaedong |

- 상파울루: 2014년 1월 28일부터 2월 1일까지 브라질 상파울루에서 개최되었다.

| 종목                         | 1위       | 2위         | 3위        | 4위          |
| 스타크래프트 II: 군단의 심장 | herO      | MC          | jjakji     | TLO          |
| 리그 오브 레전드             | Millenium | paiN Gaming | Seven Wars | OceloteWorld |

- 싱가포르: 2013년 11월 28일부터 12월 1일까지 싱가포르에서 개최되었다.

| 종목                         | 1위             | 2위            | 3위            | 4위           |
| 스타크래프트 II: 군단의 심장 | herO            | san            | Hydra          | DongRaeGu     |
| 리그 오브 레전드             | Invictus Gaming | CJ Entus Frost | Taipei Snipers | Saigon Jokers |

- 쾰른: 2013년 11월 23일부터 11월 24일까지 독일 쾰른에서 개최되었다.

| 종목             | 1위           | 2위    | 3위     | 4위                  |
| 리그 오브 레전드 | Gambit Gaming | Fnatic | Cloud 9 | Counter Logic Gaming |

- 뉴욕: 2013년 10월 10일부터 10월 13일까지 미국 뉴욕에서 개최되었다.

| 종목                         | 1위  | 2위    | 3위     | 4위  |
| 스타크래프트 II: 군단의 심장 | Life | NaNiwa | Curious | HyuN |

- 상하이: 2013년 7월 25일부터 7월 28일까지 중국 상하이에서 개최되었다.

| 종목                         | 1위         | 2위             | 3위  | 4위                 |
| 스타크래프트 II: 군단의 심장 | Revival     | Oz              | HerO | MC                  |
| 리그 오브 레전드             | World Elite | Invictus Gaming | OMG  | Royal Club Huang Zu |